# Giuseppe Zambeccari
Giuseppe Zambeccari (Castelfranco di Sotto, 19 marzo 1655 – Pisa, 13 dicembre 1728) è stato un anatomista italiano.
I suoi studi universitari furono compiuti presso la Facoltà di Medicina dell'Università di Pisa, seguendo i corsi di Lorenzo Bellini ed Alessandro Marchetti. 
Dopo la laurea, conseguita nel 1679, iniziò a praticare la professione medica all'Ospedale di Santa Maria Nuova di Firenze, dove conobbe e divenne amico di Francesco Redi. 
Nel 1680 pubblicò l'opera "Le Esperienze intorno a diverse viscere tagliate a diversi animali viventi", uno tra i primi trattati di fisiologia realizzati attraverso il metodo della vivisezione.
Nel 1689 l'amico Redi si adoperò per fare ottenere a Zambeccari una "lettura ordinaria", "con l'augumento de' quaranta scudi annui" ed il Granduca Cosimo III concesse le richieste . 
Alla morte di Bellini, nel 1704 ne prese il posto alla cattedra di anatomia. 
Giuseppe Zambeccari, in un suo manuale di operazioni sperimentali riuscì a dimostrare che la milza non era essenziale per la sopravvivenza. 
Si interessò anche delle terme di San Giuliano e di Bagni di Lucca, pubblicando nel 1712 un Breve trattato dei bagni di Pisa e di Lucca. 
Morì il 13 dicembre 1728.

## Altre opere
- "Lettere intorno al sonno e alla veglia e all'uso dell'oppio", Pisa, 1685;
- "Lettera della dottrina delle separazioni", Pisa, 1686;
- "Idea glandulae, fabrica, usu et generali doctrina secretionis", (Bibliot, Naz. Fi.);
- "Dissertazioni sul digiuno", (Bibliot. Naz. Fi.).